# 2015 ve fotografii
Tento článek obsahuje významné fotografické události v roce 2015.

## Události
- 2. září – fotografka Nilüfer Demir pořídila snímek Alana Kurdího

- Funkeho Kolín ?
- Prague Photo, duben

- Měsíc fotografie, Bratislava

- Mezinárodní festival fotografie v Lodži, květen
- 113. kongres Fédération photographique de France, počátek května 2014
- 46. Rencontres d'Arles červenec–září
- 19. Festival international de la photo animalière et de nature, Montier-en-Der, každý třetí čtvrtek v listopadu
- Salon de la photo, Paříž, listopad
- Mois de la Photo, Paříž, listopad
- Paris Photo, polovina listopadu 2015
- Visa pour l'image, Perpignan, začátek září 2015

- Nordic Light, Kristiansund, Norsko

## Ocenění
- Czech Press Photo –

- World Press Photo – ?

- Prix Niépce – Laurent Millet
- Prix Nadar –
- Cena Henriho Cartier-Bressona – Claude Iverné (Francie), za projekt Photographies soudanaises, le fleuve des Gazelles
- Prix de photographie de l'Académie des beaux-arts – Klavdij Sluban[1] za projekt Divagation sur les pas de Bashô (Japonsko), poetická cesta inspirovaná cestami básníka Macua Bašó ze 17. století.
- Prix HSBC pour la photographie – Maia Flore a Guillaume Martial
- Prix Bayeux-Calvados des correspondants de guerre – ?
- Prix Carmignac Gestion du photojournalisme – Narciso Contreras, Libye: plaque tournante du trafic humain; první důkaz otroctví v Libyi (v roce 2016); výstava v Hôtel de l'Industrie v Paříži v roce 2016 a v Palais royal de Milan a Saatchi Gallery v Londres v roce 2017.
- Prix Lucas Dolega – Sébastien Van Malleghem (Belgie) za dlouhodobou práci Prisons (Věznice)[2]
- Prix Canon de la femme photojournaliste – Anastasia Rudenko
- Prix Picto – ?
- Prix Tremplin Photo de l'EMI – ?
- Prix Voies Off – ?
- Prix Roger-Pic – neuděleno
- Cena Oskara Barnacka – ?
- Prix Leica Hall of Fame – Thomas Höpker
- Cena Ericha Salomona – ?
- Cena za kulturu Německé fotografické společnosti – Trevor Paglen
- Cena Hansely Miethové – ? (foto), ? (text)

- Davies Medal – Alessandro Rizzi
- Sony World Photography Awards[3]

- Cena Ansela Adamse – ?
- Cena W. Eugena Smithe – ?
- Pulitzerova cena
  -  Pulitzer Prize for Breaking News Photography – fotografové St. Louis Post-Dispatch „za silné obrazy zoufalství a hněvu ve Fergusonu, ohromující fotožurnalismus, který o této události informoval.“[4]
  -  Pulitzer Prize for Feature Photography – Daniel Berehulak, fotograf na volné noze, The New York Times „za jeho poutavé a odvážné fotografie epidemie eboly v západní Africe.“[5]
- Zlatá medaile Roberta Capy – Bassam Khabieh[6][7] za Field Hospital Damascus, Reuters.
- Cena Inge Morath –
- Infinity Awards

- Cena Higašikawy – Anne Noble, Tokihiro Sató, Maiko Haruki, Kazutoši Jošimura a Kikudžiró Fukušima
- Cena za fotografii Ihei Kimury – ?
- Cena Kena Domona – ?
- Cena Nobua Iny – ?
- Cena Džuna Mikiho – ?
- Cena inspirace Džuna Mikiho – ?

- Prix Paul-Émile-Borduas – ?
- Fotografická cena vévody a vévodkyně z Yorku –

- Národní fotografická cena Španělska –

- Hasselblad Award – ?
- Švédská cena za fotografickou publikaci – ?

- Cena Roswithy Haftmann – ?
- Prix Pictet – Michael Schmidt

## Velké výstavy
Přehled vybraných významných výstav:
- Robert Doisneau, La beauté du quotidien, Multimedia Art Museum de Moskva
- Germaine Krull (1897–1985) Un destin de photographe, Galerie nationale du Jeu de Paume, Paříž
- Lartigue. La vie en couleurs, Maison européenne de la photographie, Paříž

## Významná výročí

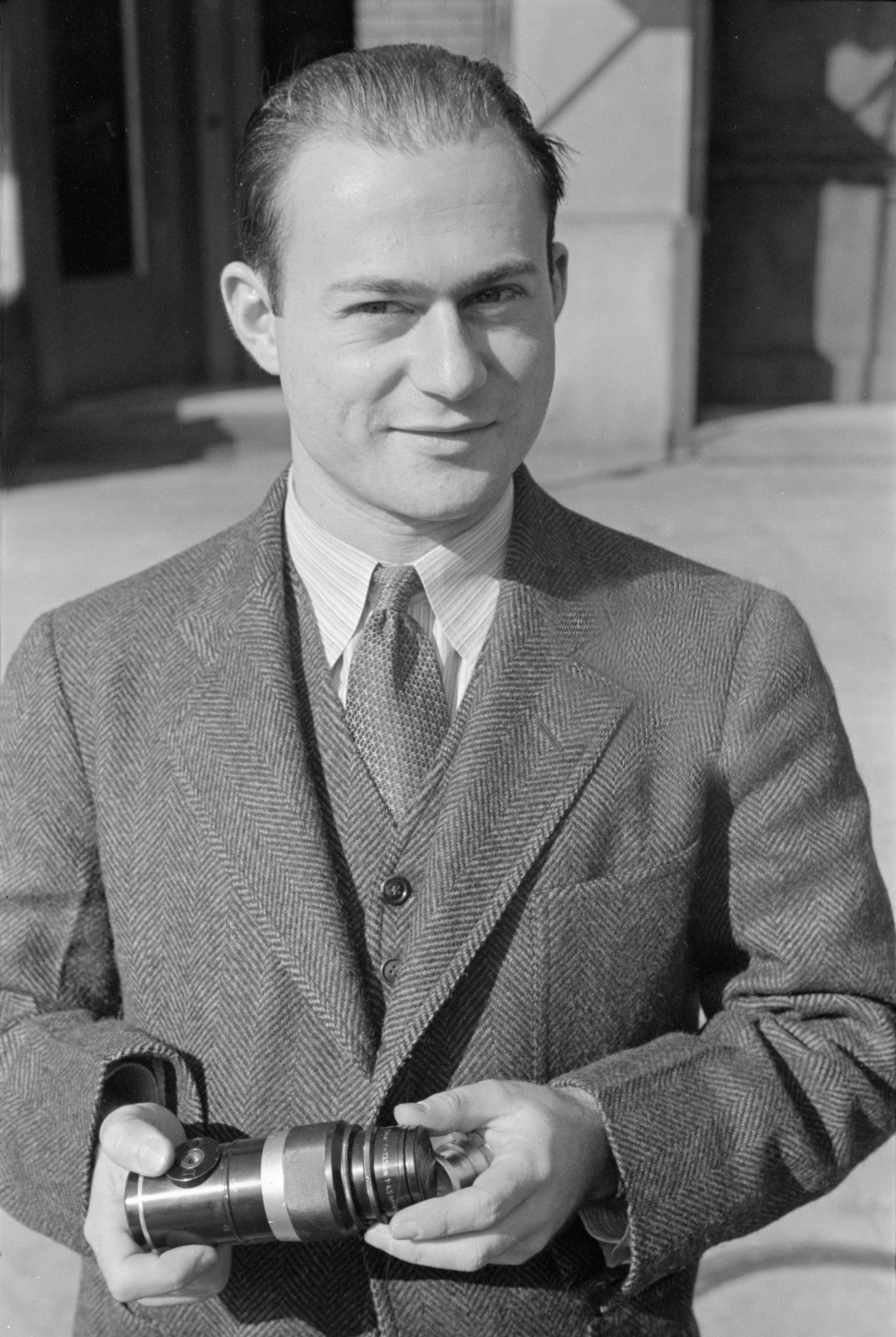
Arthur Rothstein se narodil před sto lety

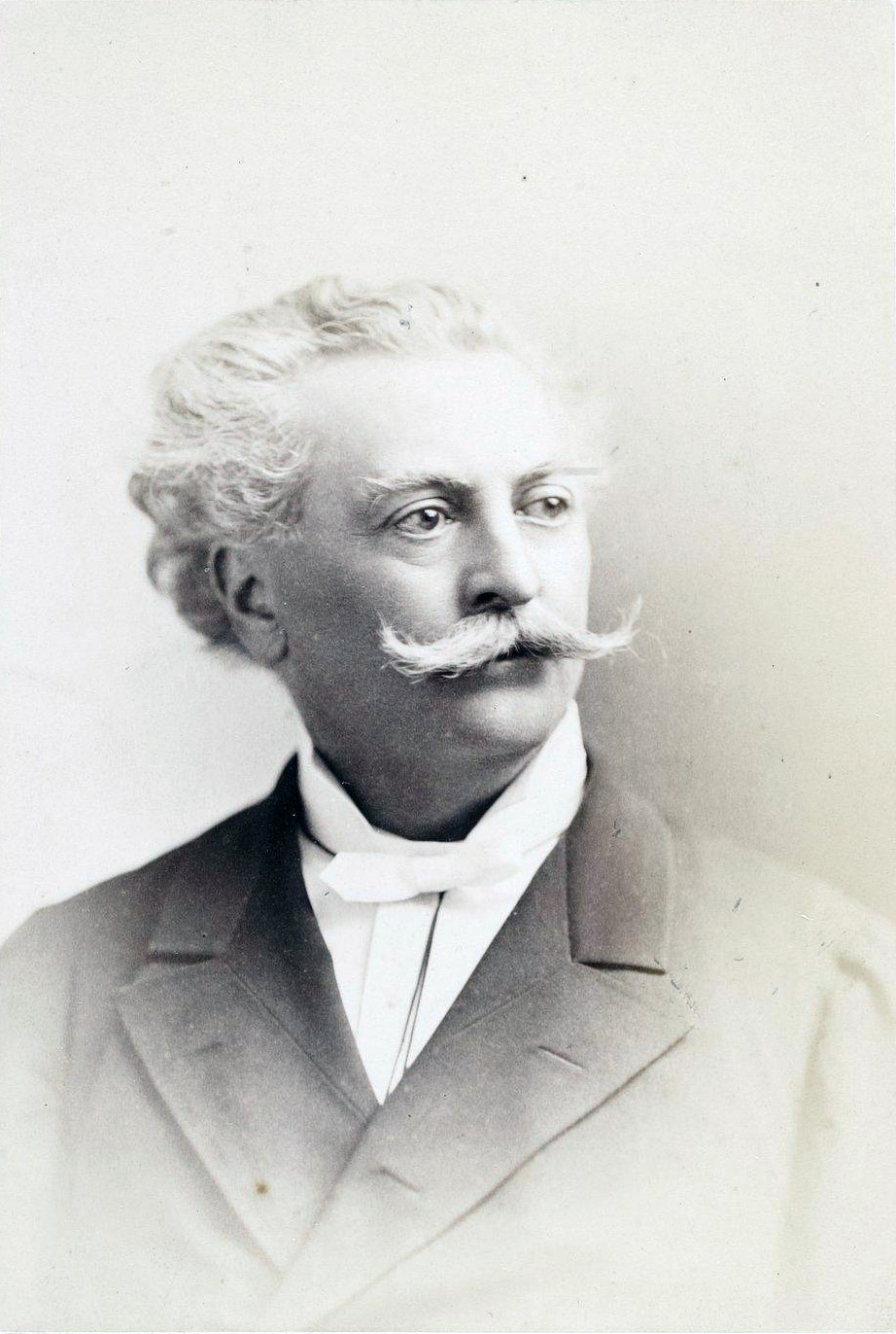
Désiré Charnay před sto lety zemřel

- 1915 – 19. března byla poprvé fotografována trpasličí planeta Pluto.

### Sté výročí narození
- 23. února – Virginia Schau, americká fotografka, získal Pulitzerovu cenu za fotografii († 28. května 1989)
- 21. dubna – Vilém Rosegnal, český fotograf a fotoreportér († 4. dubna 1987)
- 29. července – Horst Grund, německý fotograf a kameraman († 8. května 2001)
- 10. srpna – Jan Lukas, český fotograf († 28. srpna 2006)
- 8. října – Serge Sazonoff, francouzský fotograf († 24. ledna 2012)
- ? – Arthur Rothstein, americký novinářský fotograf († 1985)
- ? – Irving Rusinow, americký fotograf († 2. srpna 1990)

### Sté výročí úmrtí
- 12. ledna – Caroline Hammerová, dánská průkopnická fotografka s ateliérem na fríském ostrově Föhr (* 28. října 1832)
- 25. února – Flaxman Charles John Spurrell, anglický archeolog a fotograf (* 1842)
- 10. dubna – Volodymyr Osypovyč Šuchevyč, ukrajinský veřejný činitel, etnograf, fotograf, učitel a publicista (* 15. března 1849)
- 21. května – Knud Knudsen, norský fotograf (* 3. ledna 1832)
- 7. července – William Downey, anglický portrétní fotograf (* 14. července 1829)
- 1. srpna – Pavel Matvějevič Olchin, ruský vědec, spisovatel a fotograf (* 19. ledna 1830)
- 2. srpna – Charles Riis, dánský fotograf aktivní v Helsinkách (* 15. ledna 1837)
- 24. října – Désiré Charnay, francouzský cestovatel, archeolog a fotograf (* 2. května 1828)
- ? – Lotten von Düben, švédská portrétní fotografka (* 1828)
- ? – Elizabeth Flint Wade, americká spisovatelka a fotografka, vystavovala společně s Rose Clarkovou (* 29. října 1852)
- ? – Elmer Chickering, americký fotograf (* 1857)
- ? – Hilda Sjölin, pravděpodobně první švédská profesionální fotografka, v 60. letech 19. století otevřela vlastní studio v Malmö (* 1835)
- ? – Kikuči Šingaku, japonský fotograf (* 1832)

## Úmrtí v roce 2015

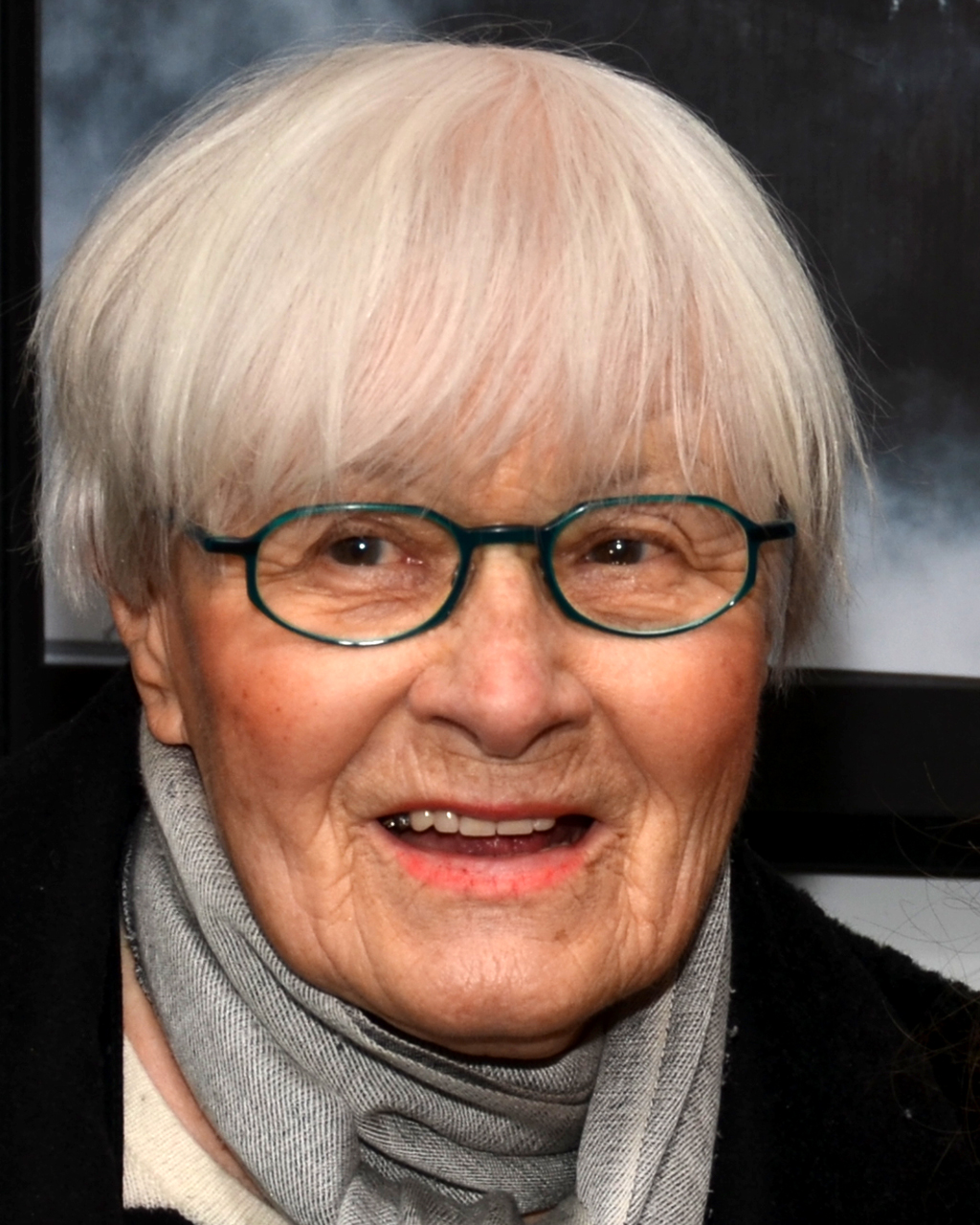
Dne 25. listopadu 2015 zemřela americká fotografka českého původu Eva Fuková

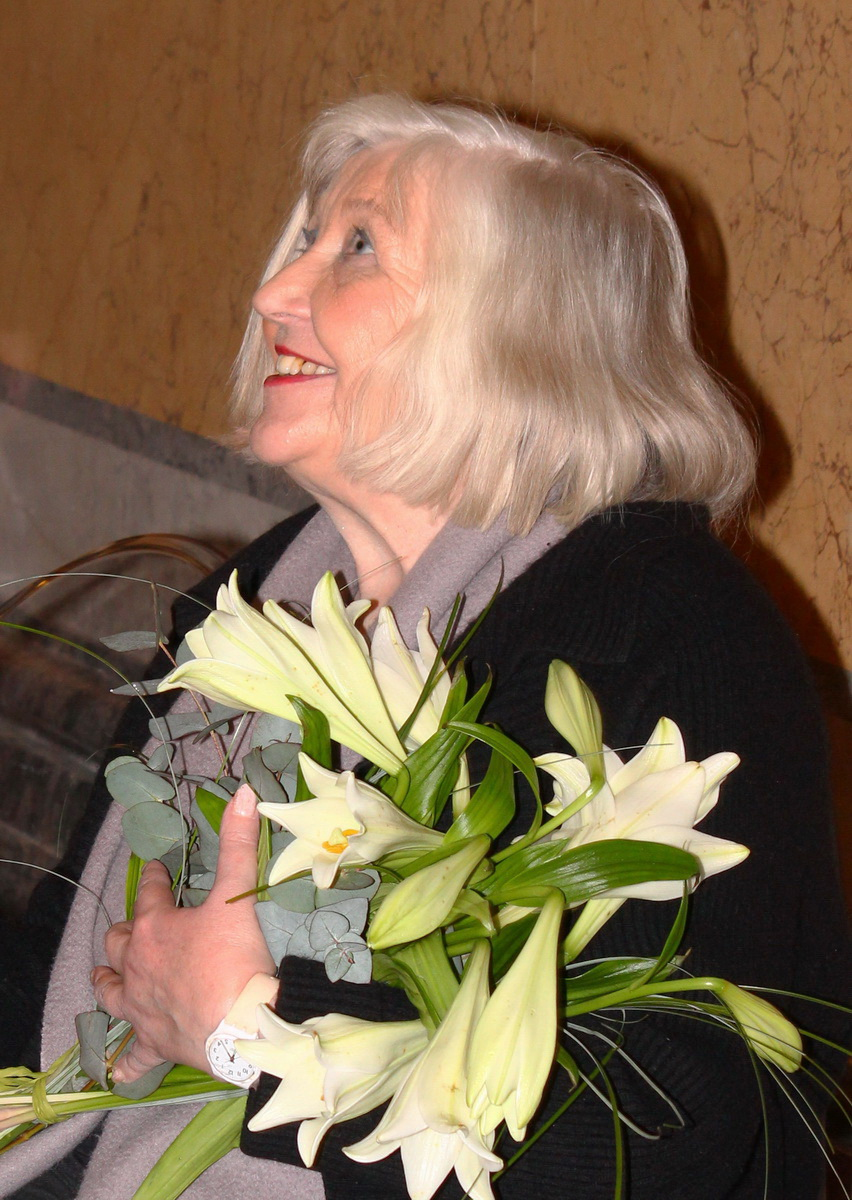
Dne 10. října zemřela Hilla Becherová

- 1. ledna – Matthew Franjola, 72, americký žurnalista (Associated Press) a fotograf.[8]
- 4. ledna – Elisabetta Catalano, italská umělecká fotografka.[9]
- 29. ledna – Will McBride, 84, americký fotograf (* 1931).[10]
- 30. ledna – John Hopkins, 78, britský fotograf, politický aktivista, a promotér (Notting Hill Carnival, International Times).[11]
- 3. ledna – Dwight Hooker, 86, americký fotograf (Playboy) and architect.[12]
- 6. února – Šundži Ókura, japonský fotograf (* 2. května 1937)
- 8. února – Bjørn Fjørtoft, norský fotograf (* 17. března 1928)
- 23. února – Algimantas Kezys, 86, americký fotograf narozený v Litvě.[13]
- 9. března – Lu Houmin, 86, čínský fotograf, rakovina.[14]
- 17. března – Kuniyoshi Kaneko, 78, japonský malíř, ilustrátor a fotograf, selhání srdce.[15]
- 8. dubna – Lars Tunbjörk, 59, švédský fotograf.[16]
- 2. května – Caio Mario Garrubba, italský fotograf (* 19. prosince 1923)
- 6. května – Denise McCluggage, 88, americký automobilový závodník, žurnalista, spisovatel a fotograf.[17]
- 23. května – Carl Nesjar, norský malíř, sochař, fotograf a grafik (* 6. července 1920)
- 25. května – Mary Ellen Mark, 75, americký fotograf (* 1940), myelodysplastický syndrom.[18]
- 27. května – Cotton Coulson, 63, americký fotograf a filmař (National Geographic).[19]
- 9. června – Igor Kostin, 78, ukrajinský fotograf narozený v Rumunsku, pořídil jako první snímky z havárie Černobylu, autohavárie.[20]
- 15. června – Magdalena Kopp, 67, německá fotografka a politická aktivistka.[21]
- 19. června – Jack Aeby, 91, americký fotograf, environmentální fyzik a strojní inženýr, pořídil jedinou dobře exponovanou barevnou fotografii prvního zkušebního jaderného výbuchu 16. července 1945 v rámci testu Trinity na střelnici nedaleko Alamogordo v Novém Mexiku.[22]
- 19. června – Rondal Partridge, 97, americký fotograf.[23]
- 20. června – Harold Feinstein, americký fotograf (* 1931).[24]
- 25. června – Hal Gould, 95, americký fotograf a kurátor.[25]
- 30. června – Charles Harbutt, americký fotožurnalista (* 1935).
- 1. července – Jens S. Jensen, 69, švédský fotograf.[26]
- 2. července – Šódži Ótake, japonský fotograf známý svými portréty a akty (* 15. května 1920)
- 5. července – Joseph McKenzie, 86, skotský fotograf.[27]
- 11. července – Tino Martin Hammid, 63, americký fotograf českého původu, rakovina tlustého střeva.[28]
- 20. července – Torbjörn Andersson, švédský fotograf (* 1942).
- 4. srpna Takashi Amano, 61, japonský akvarista a fotograf, zápal plic.[29]
- 5. srpna – Kiripi Katembo, 36, konžský fotograf a dokumentarista, malárie.[30]
- 5. srpna – Akira Tanno, 89, japonský fotograf.[31]
- 14. srpna – Leo Antony Gleaton, 67, americký fotograf, rakovina.[32]
- 25. srpna – Nereo López, kolumbijský fotograf, novinář a reportér. (* 1. září 1920)
- 30. srpna – Ján Lazorík, slovenský pedagog, folklorista, fotograf a spisovatel (* 29. září 1920)
- 1. září – Takuma Nakahira, 77, japonský fotograf.[33]
- 10. září – Alberto Schommer, 87, španělský fotograf.[34]
- 16. září – Christophe Agou, 46, francouzský fotograf, rakovina.[35]
- 21. září – Honey Lee Cottrell, 68, americký fotograf a filmař.[36]
- 24. září – Kikudžiró Fukušima, 94, japonský fotograf a novinář, mrtvice.[37]
- 10. října – Hilla Becherová, 81, německá fotografka.[38]
- 14. října – Bruce Mozert, 98, americký fotograf.[39]
- 21. října – Anton Solomoukha, 69, francouzský umělec a fotograf narozený na Ukrajině.[40]
- 19. listopadu – David Steen, 79, britský novinářský fotograf.[41]
- 28. listopadu – Eva Fuková, 88, americká fotografka českého původu.[42]
- 29. listopadu – Claire Aho, 90, finská fotografka, průkopnice finské barevné fotografie, smrt při požáru.[43]
- 11. prosince – Hema Upadhyay, indická umělkyně a fotografka (* 18. května 1972)
- 20. prosince – Kjell Bloch Sandved, 93, americký spisovatel a fotograf přírody norského původu.[44]
- ? – Jennie Boddingtonová, australská filmová režisérka, producentka a fotografka, první kurátorka fotografie v Národní galerii Victoria v Melbourne (1972–1994) a výzkumná pracovnice (* 1922 – 15. listopadu 2015)
- ? – Helena Kupčíková, slovenská fotografka a fotoreportérka, která působila v České republice (* 6. srpna 1943 – 7. listopadu 2015)
- ? – Tana Kaleya, polská a francouzská režisérka, scenáristka a fotografka známá mužskými akty zobrazujícími osobnosti z uměleckého světa 70. a 80. let 20. století (* 26. února 1939 – 9. prosince 2015)
- ? – Carlos Caicedo Zambrano, kolumbijský fotograf a spisovatel, je považován za jednoho z nejvýznamnějších fotoreportérů 20. století v Kolumbii (* 20. září 1929 – 13. července 2015)